# Sulayman Efendi
Sulayman Efendi conegut com a Izzi fou un historiador oficial otomà. Ocupà alguns càrrecs a la cort i va esdevenir historiador oficial deixant escrita una història dels anys 1744 al 1752. També va deixar un diwan de poesia, però no fou conegut com a poeta. Va traduir també algunes obres místiques.